# Österreichische Militärbibliothek

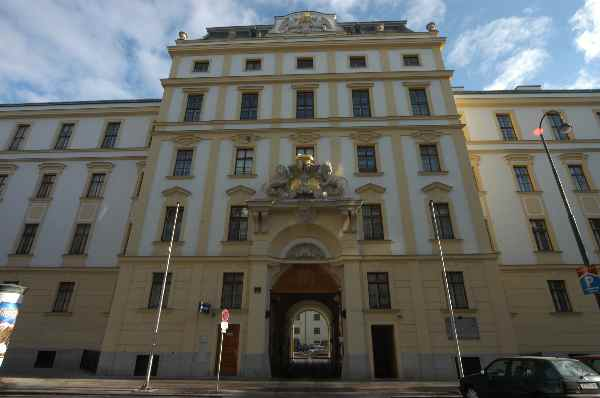
Amtsgebäude Stiftgasse

Die Österreichische Militärbibliothek (ÖMB) ist mit einem Bestand von 750.000 Medien die größte Amts- und Behördenbibliothek Österreichs. Sie ist für die Beschaffung, Verwaltung und Bereitstellung sämtlicher Druckschriften und bibliothekarischer, audiovisueller Medien, die für den Dienstbetrieb benötigt werden, zuständig. Sie ist im Akademietrakt der Stiftskaserne (korrekterweise „Amtsgebäude Stiftgasse“) in Wien untergebracht.

## Geschichte
1955 erfolgt die Einrichtung des Amtes für Landesverteidigung als Sektion IV des Bundeskanzleramtes. Zuständig für die Literaturbeschaffung wird die Administrative Bibliothek des Bundeskanzleramtes, die Österreichische Rechtsdokumentation, die Bibliothek des Kriegsarchivs sowie die Dienstbücherei. 1956 erfolgt die Errichtung einer Fachbücherei im Hauptgebäude des Bundesministerium für Landesverteidigung. 1963 übersiedelt sie in die Stiftskaserne, wo 1974 die Übernahme der Restbestände an Verlautbarungsblättern von der Vorschriftenabteilung erfolgte. 1980 erfolgt die Umstellung der Formalerfassung von den „Instruktionen für die alphabetischen Kataloge der preußischen Bibliotheken (PI)“ auf die „Regeln für die alphabetische Katalogisierung (RAK)“ sowie die Einführung der ersten automationsgestützten Textverarbeitungsmaschine, mit deren Hilfe fortan Katalogkarten für den Schlagwortkatalog und die Neuerwerbungsliste produziert werden.
Außerdem wird die Vorschriftenverwaltung und das Vorschriftenarchiv übernommen. 1983 wird die Bibliothek als „Präsidialabteilung D“ In die Zentralstelle aufgenommen und 1984 die erste Bibliotheksordnung eingeführt. 1993 wird von der systematischen auf die nummernkurrente Aufstellung umgestellt. 1995 erfolgt die Schulung der Bediensteten auf dem im Juli aufgenommenen Bibliothekssystem BIBOS 2, das 1999 vom Bibliothekssystem BIBOS 4 abgelöst wird. Im Jahr 2000 kommt es zur Übernahme der Zeitungsverwaltung vom Presse- und Informationsdienst, 2002 zur Einrichtung einer Homepage und 2003 zur Übernahme der Video- und DVD-Verwaltung der Heeres-Bild und Filmstelle. 2004 übersiedelt die Bibliothek in den Akademikertrakt des Amtsgebäude Stiftgasse, wo 2005 die erste Ausbildung von zwei Lehrlingen zum Bibliotheks-, Archiv- und Informationsassistenten erfolgte.

## Gliederung

### Referat I
Das Referat I befasst sich mit der Bearbeitung von fachwissenschaftlichen Druckschriften der Gebiete Politik, Soziologie, Geschichte, Wirtschaftswissenschaften, Bibliographien, Literatur- und Bibliothekswissenschaften sowie Lexika und Wörterbücher. Weiters werden durch das Referat I alle im gesamten Bundesministerium für Landesverteidigung (BMLV) benötigten Zeitungen, Zeitschriften, Truppenzeitungen, Videos, DVDs, sowie Flugsicherungsdokumente und kostenpflichtige Internetzugänge verwaltet. Die dienstlich notwendigen angeforderten Zeitungen und Zeitschriften werden den einzelnen Dienststellen im Direktversand als laufende Abonnements zugeschickt. Wichtige militärische Fachzeitschriften liegen im Referat I zur Entlehnung auf und können jederzeit mittels Entlehnschein ausgeliehen werden.

### Referat II
Als Sammlungsschwerpunkt obliegt dem Referat II die Bearbeitung von Literatur aus den Bereichen Militärgeschichte, Militärtechnik, Sicherheitspolitik, Technik und Datenverarbeitung (EDV). Seit dem Jahre 2000 werden auch die Diplomarbeiten des Fachhochschulstudienganges an der Theresianischen Militärakademie formal erfasst, beschlagwortet und in der Bibliothek für die Benutzer bereitgestellt. Die oft sehr fachspezifischen Interessen der Benutzer der Bibliothek erfordern in einem zunehmenden Maße eingehende Recherchen im Internet, vor allem in den virtuellen Katalogen ausländischer Armeen. Ein weiterer wesentlicher Teil des Referat II ist die umfangreiche Vorschriftensammlung. So finden sich neben den aktuellen österreichischen Vorschriften und Dienstbehelfen auch ein seit Bestehen des Bundesheeres aufgebautes Vorschriftenarchiv. Ausländische Vorschriften werden bei Bedarf für Ausbildung und Forschung angekauft und nach Zweckerfüllung als Archivexemplare verwendet. Schließlich werden vom Referat II alle für den Dienstbetrieb benötigten Normen archiviert und verwaltet.

### Referat III
Es umfasst die Aufgabenbereiche Juridica, Medizin, Entlehnung und Rechnungswesen.
Außerdem übernimmt es die zentrale Verwaltung der ca. 60 Soldatenbüchereien und Freizeitbörsen, die österreichweit in diversen Kasernen eingerichtet sind.
- Rechnungswesen: Lieferanten, Bestellschein- und Belegnummern sowie Rechnungssummen werden regelmäßig in eine eigene Rechnungsdatenbank eingegeben, die für die Budgetplanung und -kontrolle unerlässlich ist. Die eigentliche Verrechnung wird über die Budgetabteilung durch die Heeresbuchhaltungsagentur erledigt.

- Entlehnung: Nach Ausfüllen eines Antragsformulares erhalten Ressortangehörige, aber auch ressortfremde Personen mit Sondergenehmigung, eine Benützungskarte ausgestellt, die zur Entlehnung von Druckschriften für die Dauer eines Monats sowie zur Entlehnung von Videos und DVDs für sieben Tage berechtigt.[1] Nach einer Einschulung hat der Benutzer die Möglichkeit, selbständig im Bestandskatalog zu recherchieren und Bestellungen von Medien durchzuführen, die am Tag danach zur Abholung bereitliegen.

Daneben gibt es auch die Möglichkeit, Videos und DVDs sowie Reiseliteratur aus dem Freihandbereich auszuwählen und direkt am Entlehnschalter zu verbuchen. Benutzer aus den Bundesländern können auch schriftlich mittels Anforderungskarten bestellen, die den vierteljährlich erscheinenden und im Ressort verteilten Neuerwerbungslisten beiliegen. Darüber hinaus besteht die Möglichkeit zur Online-Bestellung. Der Referent besorgt außerdem die Erwerbung und Inventarisierung von Werken, die den Sachgruppen Reiseliteratur, Atlanten und Karten sowie Belletristik zuzurechnen sind.

## Leiter der Bibliothek
- 1963–1976: Helmut Boese
- 1977–1981: Wallfried Forster
- 1981–1991: Frieda Bauer
- 1992–1999: Ernst Auer
- seit 1. August 1999: Bettina Mais